# Леоновка (Бурятия)
Лео́новка — село в Кижингинском районе Бурятии. Входит в сельское поселение «Верхнекижингинский сомон».

## География
Расположено в нижнем течении реки Кижинги в 18 км к юго-западу от районного центра — села Кижинга, на автотрассе Кижинга — Бада.

## История
Основано в 1918 году семейскими из села Новая Брянь, переселившимися после большого пожара, произошедшего в Новой Бряни в мае 1918 года из-за жаркой и ветреной погоды. По воспоминаниям И. Г. Мясникова "...за два часа сгорели сотни домов". Часть погорельцев в том же году снялась с мест и переселилась в долину реки Кижинги, основав здесь первое русское село Леоновка.
В октябре 1930 года село находилось в центре антисоветского восстания, получившего в честь села название Леоновское.

## Население
| 2002 | 2010 |
| ---- | ---- |
| 268  | ↘222 |

В основе своей русские, потомки семейских переселенцев.